# کنسرت راست‌پنجگاه (ایرج بسطامی)
 کنسرت راست پنجگاه یکی از آثار با صدای شادروان ایرج بسطامی، هنرمند ایرانی در سبک سنتی می‌باشد. این کنسرت با همکاری گروه عارف به سرپرستی و آهنگ‌سازی پرویز مشکاتیان اجرا و در ۲ سی دی به بازار عرضه شده‌است. پرویز مشکاتیان علاوه بر سرپرستی و آهنگ سازی، نوازندگی سنتور را نیز در این کنسرت بر عهده داشته‌است. این اثر پس از مرگ ایرج بسطامی طی حادثه زمین لرزه بم انتشار یافته‌است.

## شرح آلبوم

### فهرست آهنگ‌ها
- سی‌دی اول:

1. قطعه کاروانیان
2. تک‌نوازی سنتور
3. تصنیف مقام صبر (شعر از حافظ شیرازی)
4. تک‌نوازی عود
5. گروه‌نوازی همراه با آواز (شعر از ابوسعید ابی‌الخیر)
6. تصنیف صنم (شعر از عارف قزوینی و فریدون مشیری)
7. آواز دشتستانی همراه با نی (شعر از باباطاهر)
8. تصنیف من و دل (شعر از میرزا حبیب خراسانی)
9. آواز بیات اصفهان همراه با تار
10. چندمضراب پنجگاه

- سی‌دی دوم:

1. پیش‌درآمد همایون
2. آواز همایون همراه با سنتور (شعر از حافظ شیرازی)
3. ضربی چکاوک
4. آواز عشاق و شور همراه با نی (شعر از حافظ شیرازی)
5. گروه‌نوازی
6. آواز دشتی فرود به شوشتری همراه با تار (شعر از حافظ شیرازی)
7. تصنیف خرابات
8. تک‌نوازی تار
9. تصنیف مستان (شعر از مولوی)
10. تصنیف بیا تا گل برافشانیم (شعر از حافظ شیرازی)
11. تکرار تصنیف بیا تا گل برافشانیم (با اندکی تغییر در شروع تصنیف)

### درباره تکرار تصنیف بیا تا گل بر افشانیم
کنسرت راست پنجگاه با اجرای تصنیف «بیا تا گل برافشانیم» با شعر حافظ شیرازی به پایان می‌رسد. قطعه‌ای پرانرژی و شاد با انطباق تحریرهای پرسرعت و قدرتمند خواننده با ریتم. پس از پایان این تصنیف حاضران درخواست می‌کنند که این قطعه که از ساخته‌های پرویز مشکاتیان است یک بار دیگر اجرا شود.